# Odontopera surtur
Odontopera surtur är en fjärilsart som beskrevs av Bang-haas 1907. Odontopera surtur ingår i släktet Odontopera och familjen mätare. Inga underarter finns listade i Catalogue of Life.